# Lorenzo Guirao
Lorenzo Guirao Sánchez (Cieza, 1957-Murcia, 6 de agosto de 2009) fue un médico e investigador español que desarrolló una labor política de 1985 a 1995 en la Región de Murcia.

## Trayectoria política
Desde octubre de 1985 a abril de 1988 ocupó sucesivamente las direcciones regionales de Planificación Sanitaria, Atención Hospitalaria y Salud.
Fue concejal de Sanidad del Ayuntamiento de Cieza durante dos legislaturas, consejero de Sanidad desde junio de 1991 a mayo de 1993, consejero de Sanidad y Asuntos Sociales desde mayo de 1993 hasta julio de 1995. Además, fue coordinador del Grupo Regional de Salud del PSRM-PSOE de 1988 a 1991.

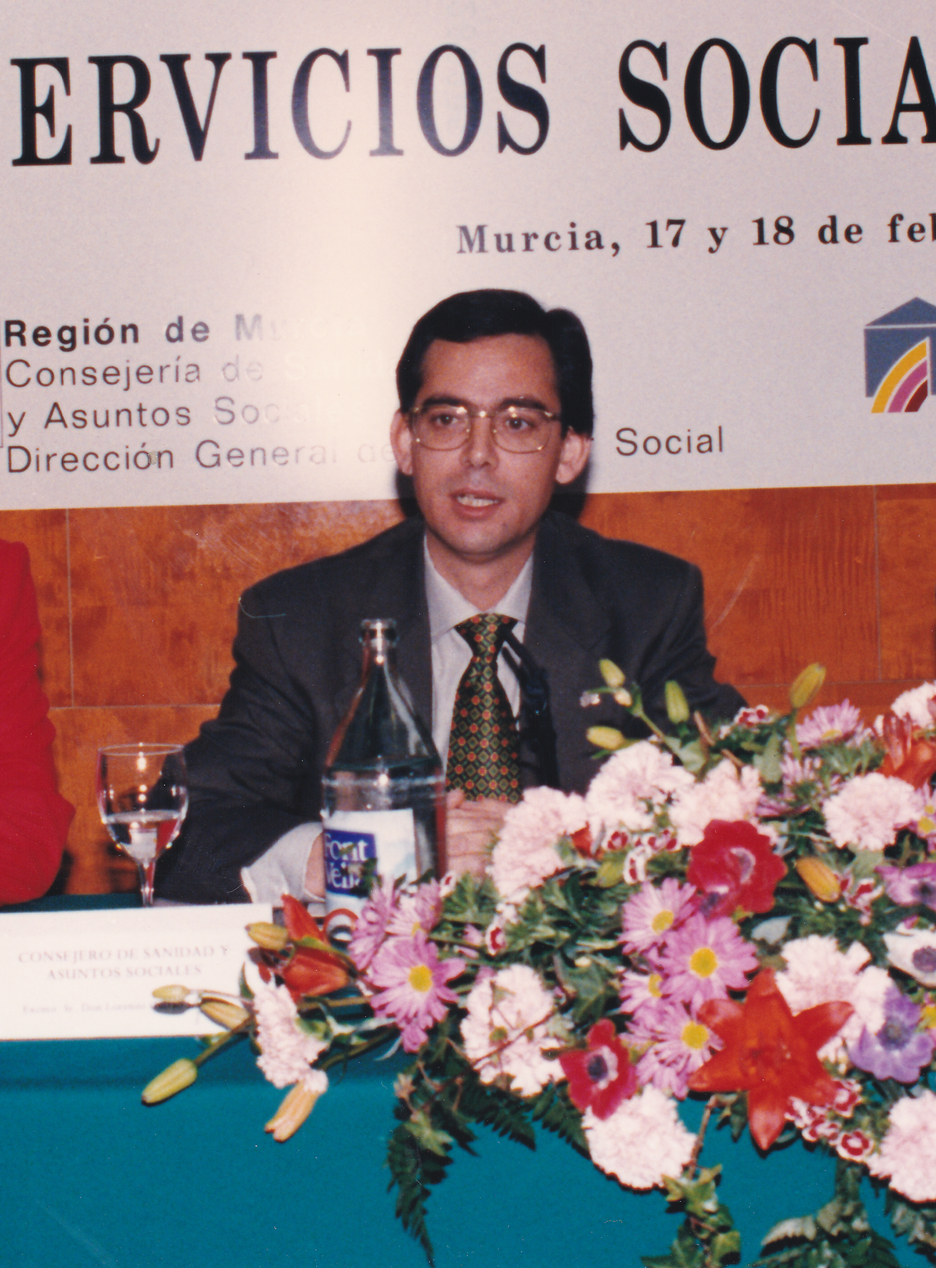
Guirao, consejero de Sanidad, febrero de 1995

Posteriormente ocupó la Consejería de Sanidad con los presidentes autonómicos Carlos Collado y María Antonia Martínez, cargo desde el que creó el nuevo hospital Morales Meseguer y puso en marcha el Hospital de Cieza.

## Vida profesional
Profesionalmente realizó Residencia y Especialidad de Medicina Familiar y Comunitaria. Trabajó de médico de familia en La Unión durante los años 1984 y 1985, y en Alguazas desde 1988 a 2009. También realizó cursos de gestión y dirección hospitalaria, así como diversas publicaciones en materia de salud y de Gestión Sanitaria. Además, desarrolló una labor de investigación dentro de su especialidad que era la andrología. Formó un equipo de investigación que se materializó en la "Asociación para la Investigación de las Disfunciones Sexuales en Atención Primaria".

## Reconocimientos
La Asociación para la Investigación de las Disfunciones Sexuales en Atención Primaria (AIDS-AP) convoca el I Premio Lorenzo Guirao, que tiene como finalidad estimular y reconocer el esfuerzo en la investigación en el ámbito de la salud sexual. Este premio cuenta con la colaboración de la Fundación para la Formación e Investigación Sanitarias de la Región de Murcia y de Janssen.

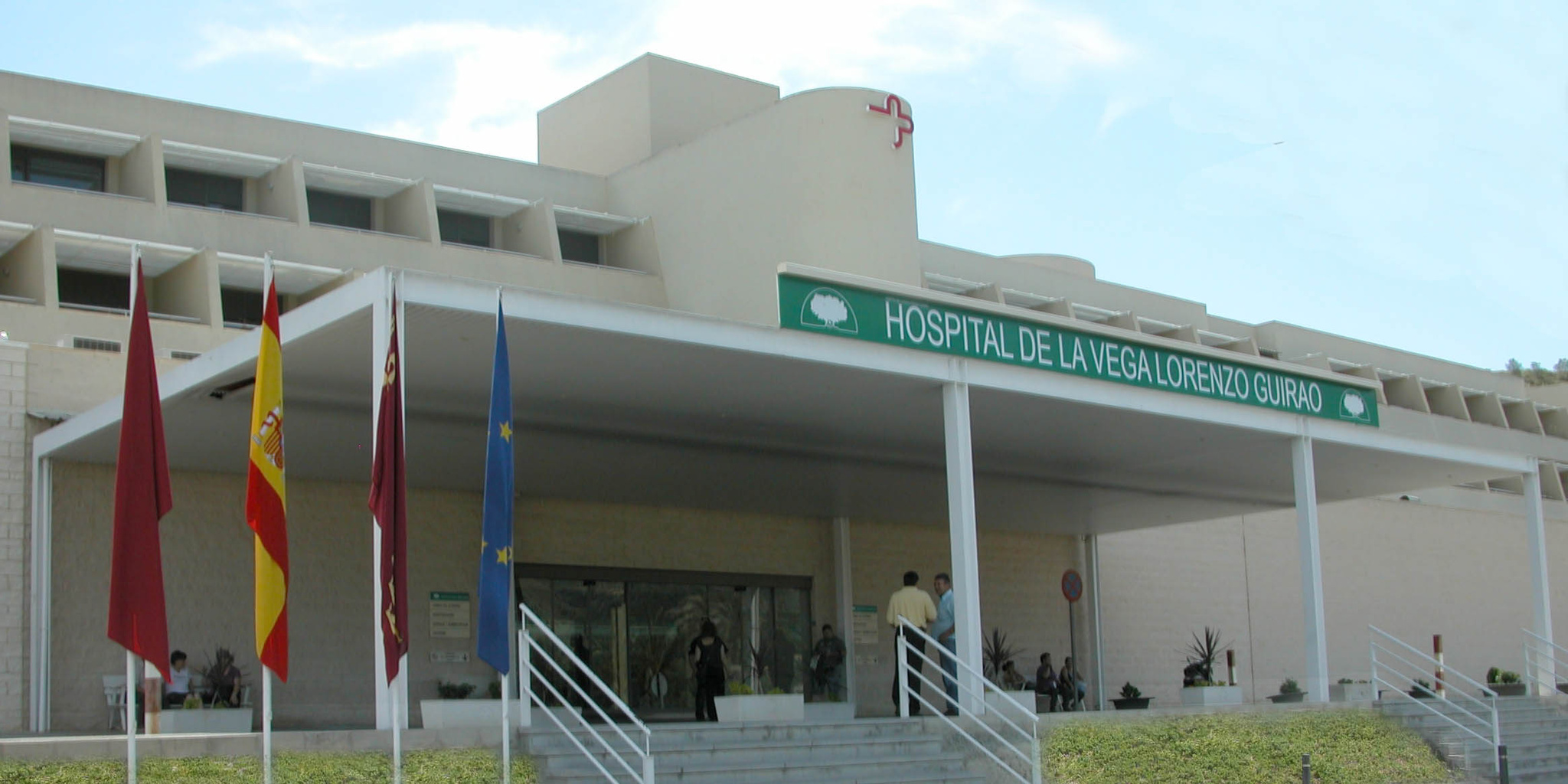
Hospital de la Vega Lorenzo Guirao

El 28 de mayo de 2010 el "Hospital de Cieza" pasa a denominarse Hospital de la Vega Lorenzo Guirao.
Lorenzo Guirao fue caricaturizado por el artista José Torres Villa en la Exposición 'Ciezan@s' acaecida en el Museo Siyasa de Cieza entre enero y febrero de 2024. Figuró entre la selección de 50 ciezanos de la historia local, entre el siglo XVIII y la actualidad.